# Pispala

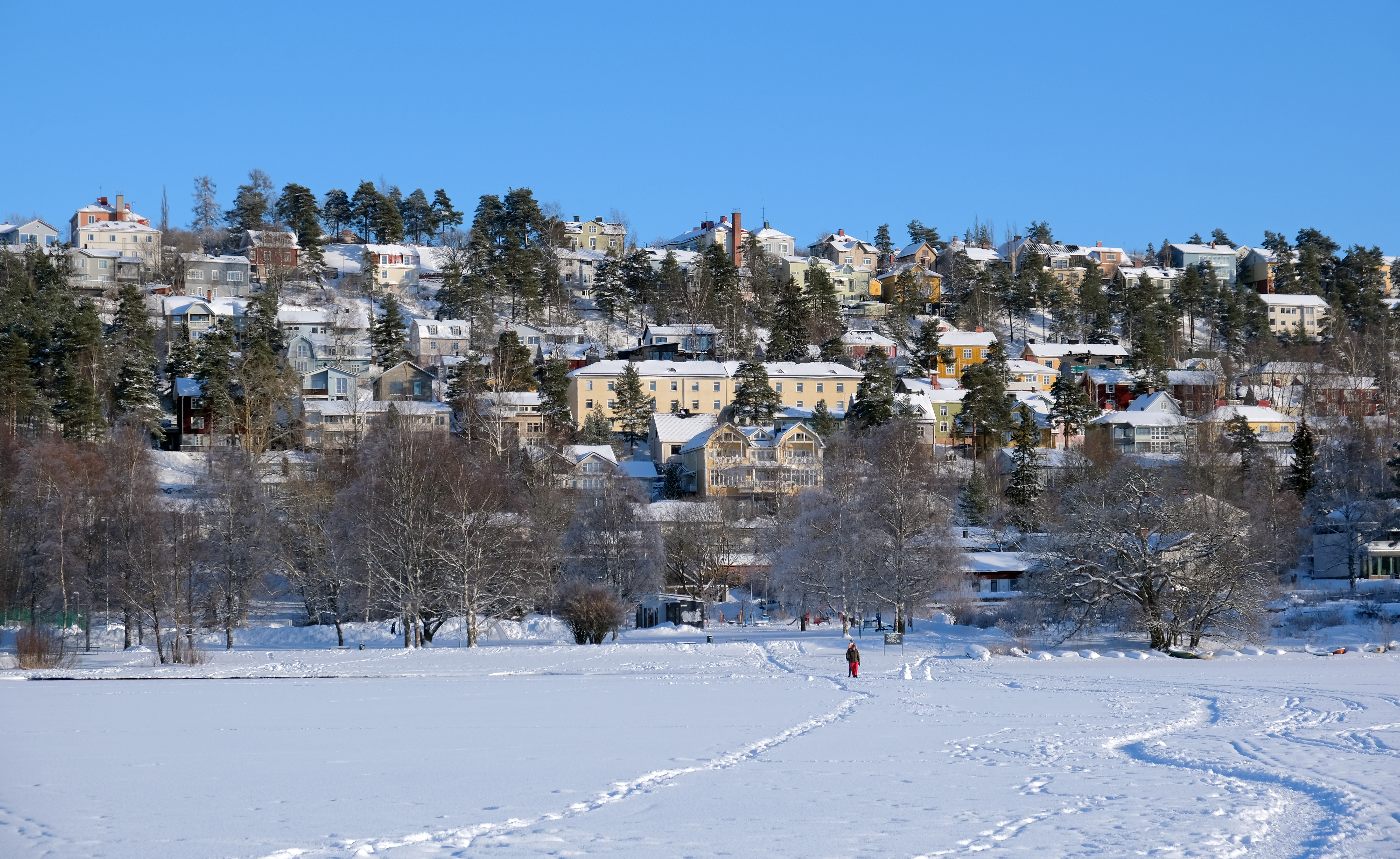
Pispala

Pispala es un distrito de la ciudad de Tampere, Finlandia, situado a 2.5 km del centro de la ciudad. Está localizado en la pendiente norte de Pispalanharju, la colina más alta de grava en Finlandia .
Junto con Pyynikki, Pispala es considerado uno de los distritos más hermosos de Tampere. El monumento al poeta finés Lauri Viita se encuentra cerca del punto más alto de la colina, también se puede encontrar el famoso punto de referencia llamado Shot tower (torre de balas de Pizpala) (en finés: Pispalan haulitorni.).

## Historia
El nombre Pispala proviene de Casa de Pispa, la que ha tenido la función de hospedar cardenales durante su viaje. Pispala ha sido un lugar para la agricultura hasta el año 1869. Al mismo tiempo que Tampere se encontraba en proceso de industrialización, Pispala creció sin un plan de ciudad unificado, resultando así en su estilo único de edificación y transporte. Específicamente trabajadores de la construcción como así también de fábricas, residieron allí  siendo la mayoría de ellos originarios de Tampere o de poblaciones cercanas como  Ostrobotnia. El área se unió a la ciudad de Tampere en 1937.

## La cultura de Pispala
El sauna público más antiguo de Finlandia Rajaportin sauna está ubicado en Pispala, y comenzó a funcionar en 1906 y actualmente es propiedad de la municipalidad de Tampere. Dicho lugar es administrado por una asociación local, Pispala Sauna Association (Asociación de Sauna Pispala) (en finés: Pispalan saunayhdistys ry.).
Muchos artistas famosos y celebridades de Finlandia han vivido y viven en la actualidad en Pispala. Algunos ejemplos son Aki Kaurismäki, Lauri Viita, Olavi Virta, Mikko Alatalo, Hannu Salama, Seela Sella, Keith Armstrong, Aaro Hellaakoski. El único escritor finés que ha ganado el  Premio Nobel de Literatura, F. E. Sillanpää ubicó su novela  Hiltu y Ragnar (1923) − la cual el autor considera su mejor obra, en Pispala. Más recientemente ha colaborado como herramienta principal para los eventos en  The Butterfly from Ural La Mariposa del Ural(en finés: Uralin perhonen) animada corto dirigido por Katariina Lillqvist en 2008. Director de cine Aki Kaurismäki también ha rodado su película Klaani (1984) en gran parte en Pispala.
También podemos encontrar en Pispala actualmente, el centro de Arte Contemporáneo Hirvitalo el cual organiza varios eventos en los alrededores del suburbio como así también en sus instalaciones y galería, situada en "la calle del ciervo" Hirvikatu. Al otro lado de la calle se encuentra La casa de Libros de Pispala (Pispala Library House), una biblioteca comunitaria que locales fundaron en el año 2001 cuándo la sucursal de La Biblioteca Central de Tampere dejó de funcionar anteriormente.